# جاده ای۱۵۸
جاده ای۱۵۸ (به انگلیسی: A158 road) یکی از جاده‌های کشور انگلستان است.
این جاده از شهرک اسکگنس شروع و در شهر لینکلن در شهرستان لینکلن‌شر به پایان می‌رسد، طول این جاده ۶۵ کیلومتر است.